# ターポン
ターポン （学名: Megalops atlanticus 英名：Atlantic tarpon、アトランティック・ターポン）は、カライワシ目イセゴイ科に属する魚。

## 形態
体長は最大で250 cm、体重は最大161 kg の個体が記録されている。およそ1800万年前よりほとんど形状を変えることなく現代まで生き延びてきた古代魚であり、体の構造には原始的な特徴が見られる。背中側は緑あるいは青みがかっており、両脇は銀色である。 背びれの端の鰭条はほかのものよりも非常に長く、尾の近くまで及ぶ。大きな口は上向きに開いており、下顎には延長された骨板が含まれている。鰾は原始的な肺のような役割を果たしており、空気を充填することが出来る構造となっており、酸素が少ない場所でも生きることができる。

## 分布
大西洋の主に熱帯から亜熱帯にかけての地域で見られるが、それより遥かに北のノバスコシアや南フランスの大西洋岸、あるいは遥かに南のアルゼンチンでも報告がある。
おそらくパナマ運河経由で、コスタリカ沿岸にも分布を広げている。
太平洋には同属のイセゴイ（Megalops cyprinoides） が生息しており、アトランティックターポンの和名として「タイセイヨウイセゴイ」という呼称が使われることもある。

## 生態
海洋の沿岸部や河口、ラグーン、河川などに生息し、さまざまな魚やカニなどの甲殻類を餌とする。
他のカライワシ目の魚同様にターポンも海で産卵する。一度に産む卵は1,200万個にも及び、卵から生まれた稚魚はレプトケファルス幼生を経て成魚となる。レプトケファルス期は水中から直接栄養を吸収し、未成魚期になると動物プランクトンや小さな獲物を捕食するようになる。

## 人間との関係
有史以前より、ターポンの鱗は爪やすりや装身具として利用がなされてきた。また、ブラジルの伝統医学においてはターポンの砕いた鱗が用いられてきた。
1510年ごろに造られたシスティーナ礼拝堂の天井フレスコ画には、イタリアの画家ミケランジェロ・ブオナローティによってターポンが描かれている。1847年、フランスの動物学者アシル・ヴァランシエンヌによって、Megalops atlanticusとして記された。
肉に毒などはなく食べられるが、一般的に臭く骨っぽいと言われ、食用には適さない。
ターポンは別名「シルバー・キング（Silver　King）」の名で知られ、その大きさや手軽な生息地だけでなく、かかった時の抵抗の強さなどのために、生息地域の釣り人の間では海水域で最もすばらしいゲームフィッシュ（GameFish：スポーツフィッシングの対象魚）の一つと見なされており、多くの釣り人がターポン釣りを目的として南米などの生息地を訪れている。
夜間にダイバーが潜水していると、光に引き寄せられて集まった小魚などを狙ってターポンが急接近し、その体の大きさもあってダイバーを驚かせることもある。
大型の肉食魚だが、意図的に人間を襲うことはなく、人が被害を受けたという例は基本的にはない。
ニカラグアの川周辺には200-300kgの超巨大なターポンが存在すると言う情報もあるが、信憑性は定かではない。その超巨大ターポンは、とても凶暴と言われており、漁師の死亡事故も度々報告されている。主に死亡原因は突進して頭突きを食らわせるというようなものである。

## ギャラリー

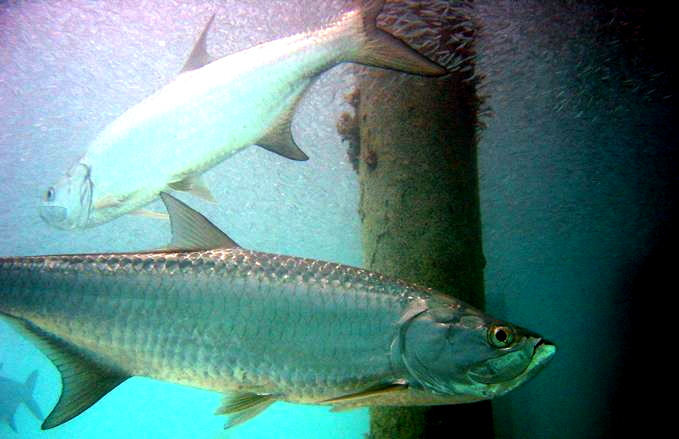
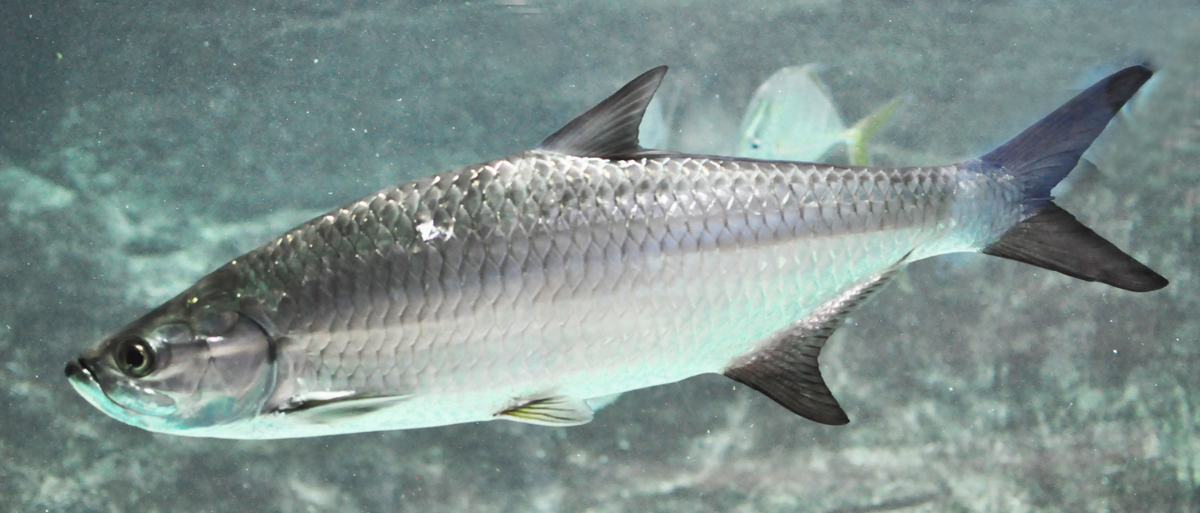
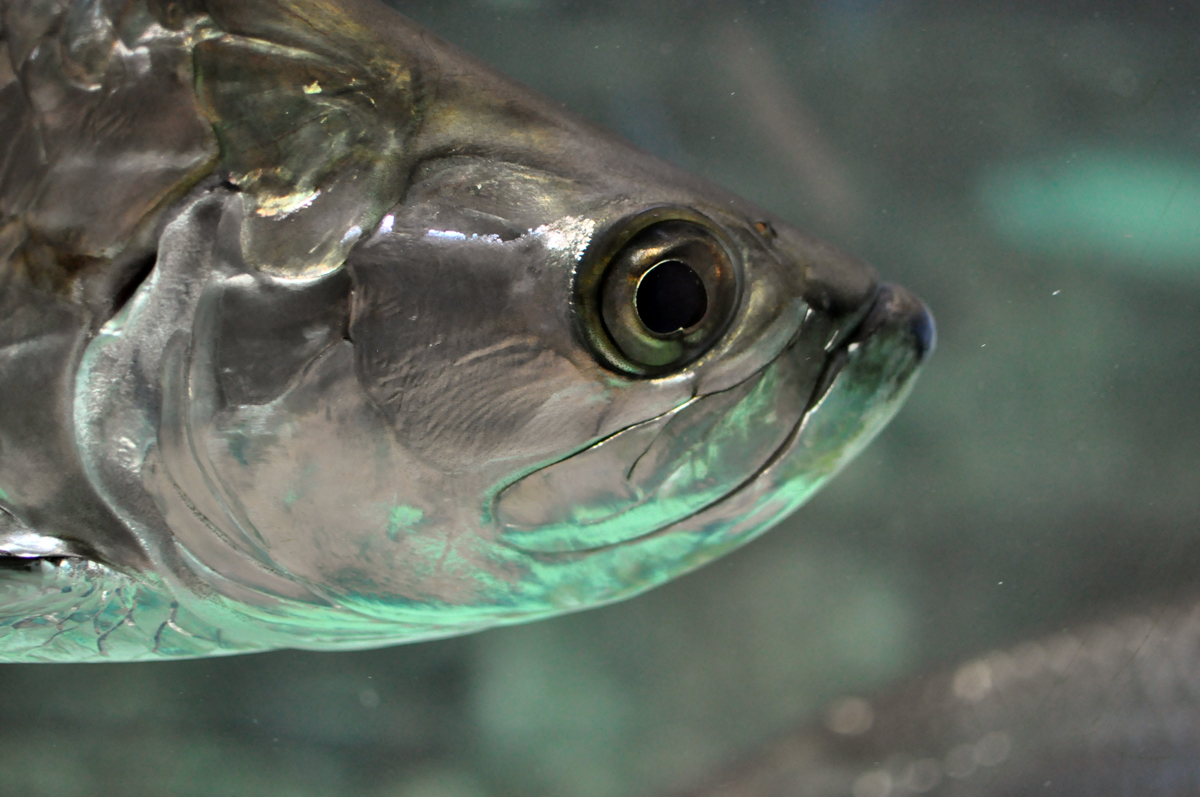
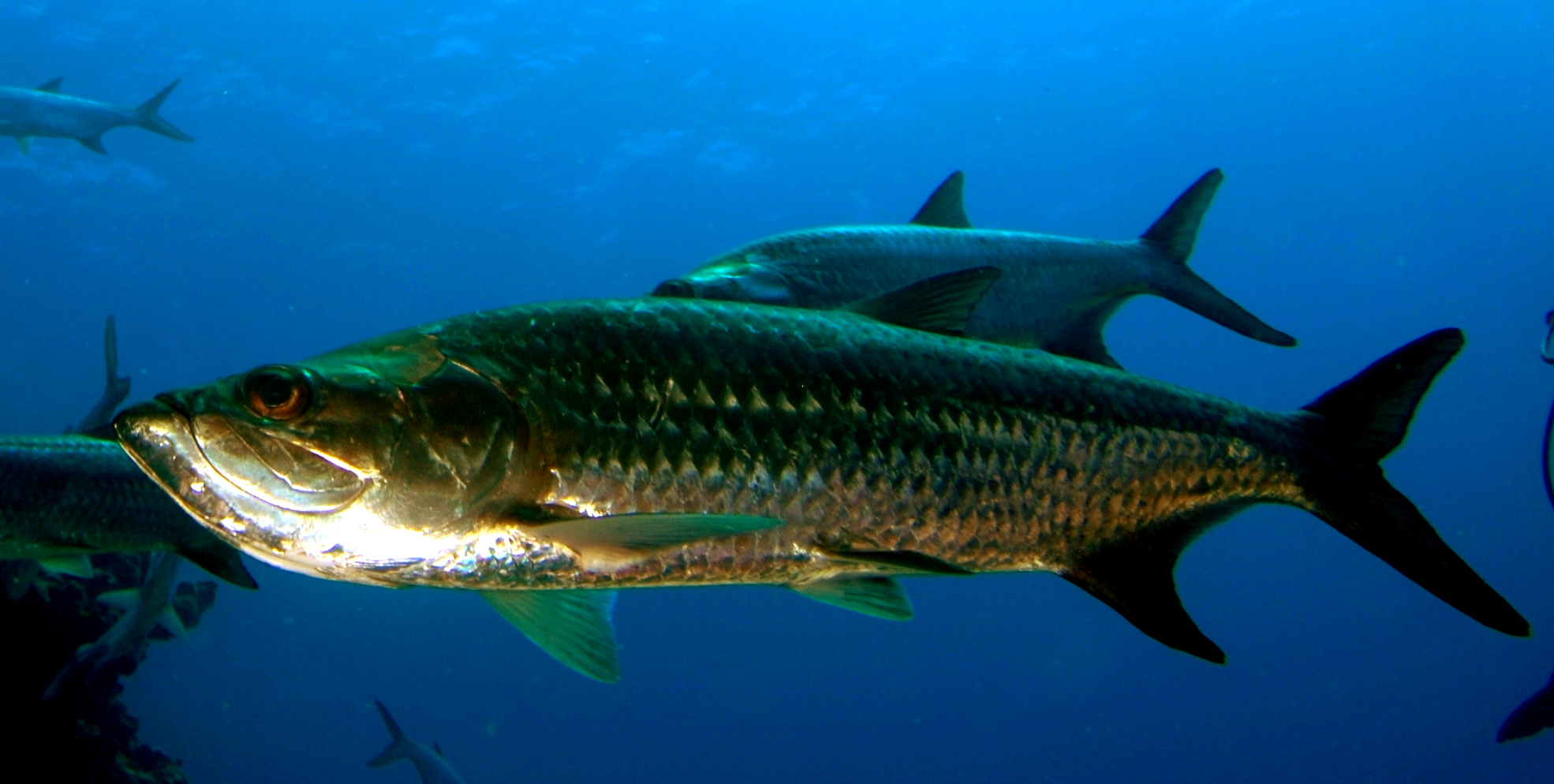
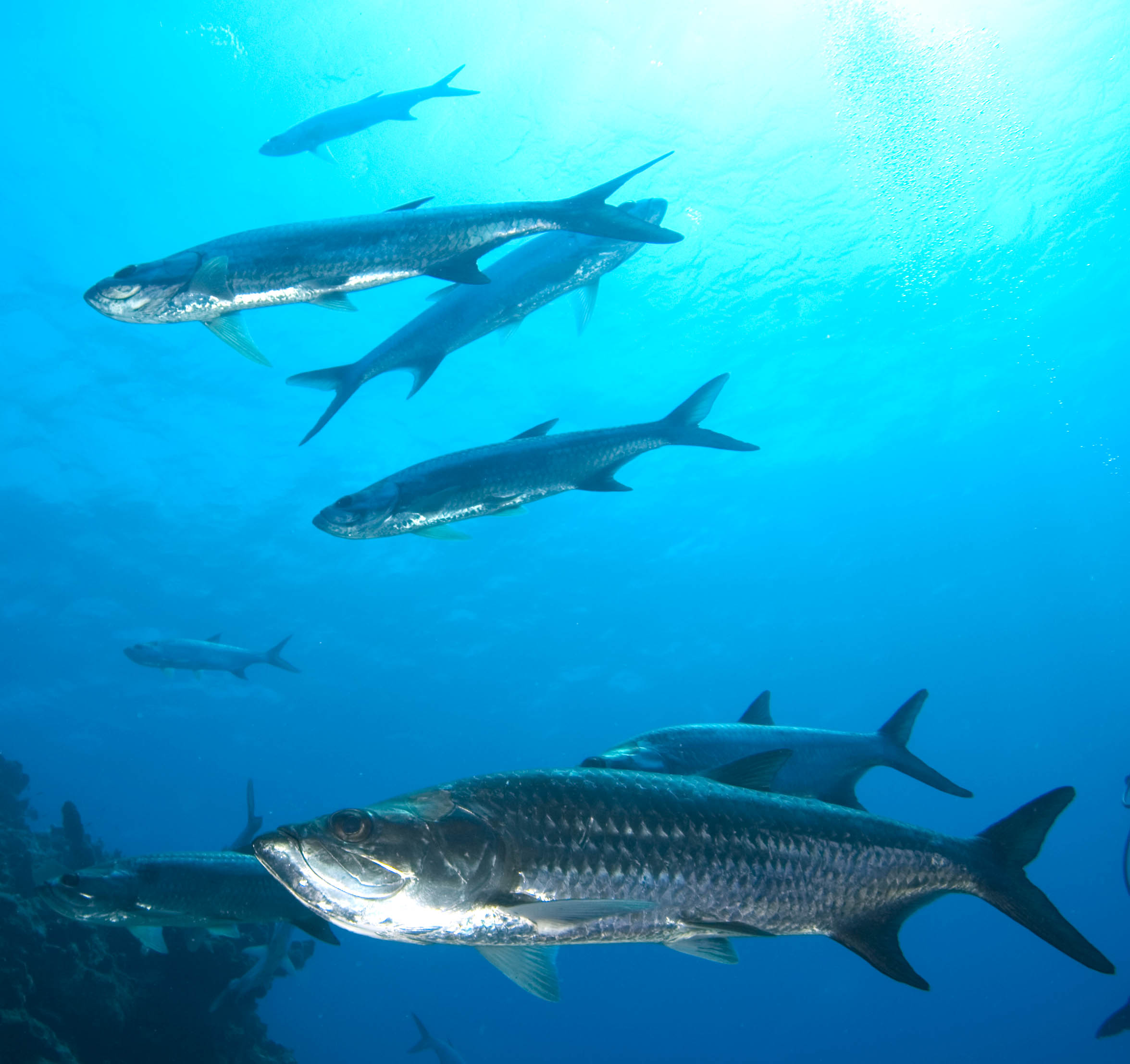